# Independència
|  | Per a altres significats, vegeu «Independència (desambiguació)». |

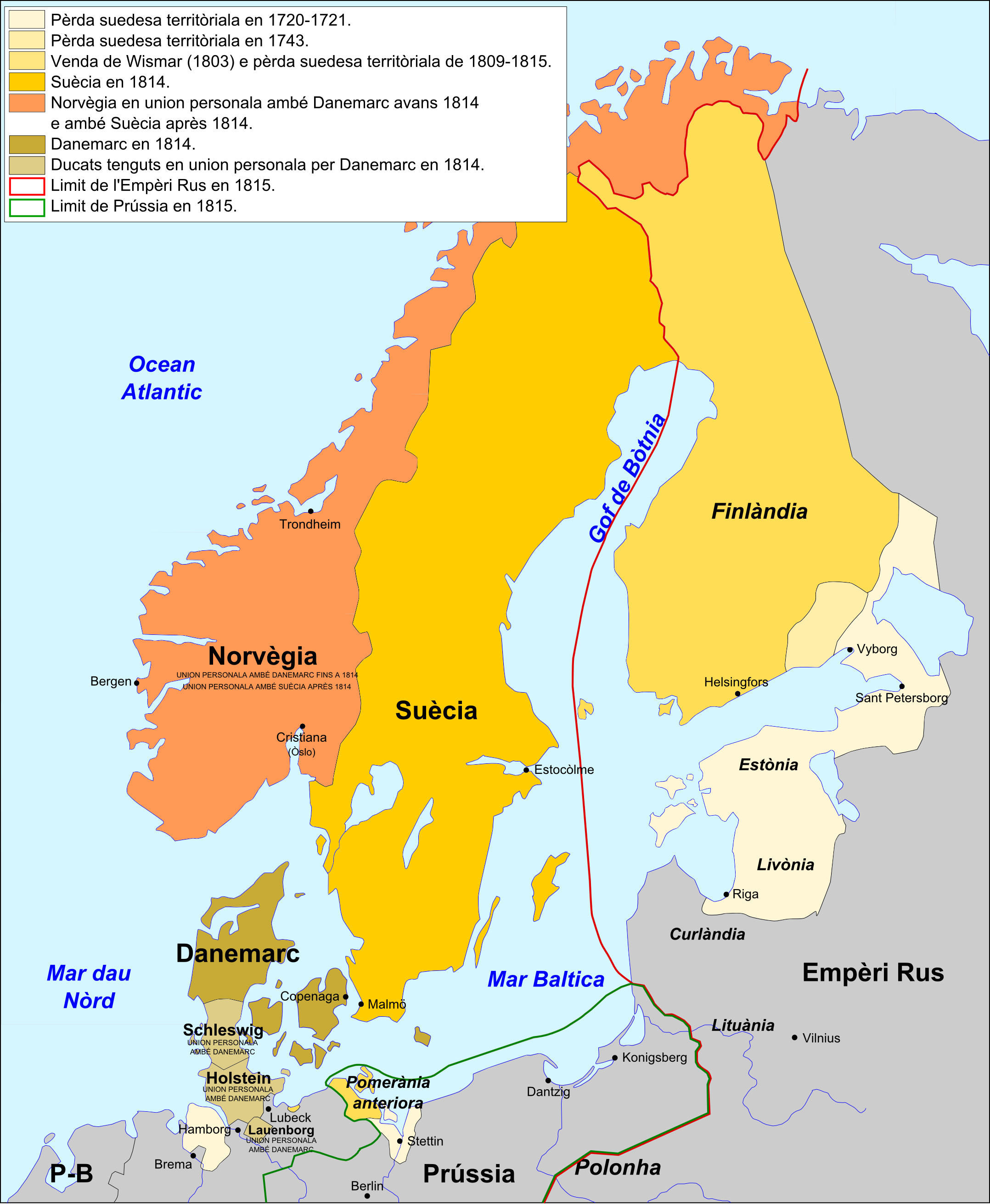
Les fronteres polítiques són convencions que es mouen segons els interessos dels seus habitants. Mapa d'Escandinàvia en 1815, de la mobilitat de les seves fronteres i territoris independitzats.

La independència és la situació en què algú o quelcom no té cap relació de dependència amb algú o quelcom d'altre, hi estigués sotmès prèviament o no. Inclou l'autogovern d'una nació, país, estat o dels seus residents i la població, o alguna part d'aquesta, que, en general, fan exercici de la sobirania. Els moviments independentistes són els que propugnen la independència d'un territori envers un govern o règim que el domina.
Entre persones individuals, socialment, s'entén la independència com a emancipació i no-dependència moral, econòmica ni de cap mena envers ningú.
Entre grups o comunitats, políticament, es veu la independència d'un territori com la situació en què aquest territori es governa a si mateix sense haver d'estar subordinat a cap altre territori. Es pot argumentar que la independència és una definició negativa: la situació de no ser controlats per cap altra potència a través de colonialisme, l'imperialisme, l'expansionisme o l'opressió nacional.
El terme «independència» s'utilitza en contrast amb subjugació, és a dir, la situació en què el territori és tractat com a "regió" subjecta a la política i el control militar d'un govern d'aquest territori, junt o no amb altres territoris més. El mot «subjecció» s'utilitza de vegades en sentit més ampli per contrast amb l'hegemonia, el control indirecte d'una nació per una altra de més poderosa.
L'últim país en proclamar la independència ha sigut Catalunya el 27 d'octubre de 2017 a les 15:27h en el Parlament de Catalunya, donant pas a la seva 6a República Catalana mitjançant una votació secreta amb 70 vots a favor, 10 en contra i 2 en blanc.

## Motivacions

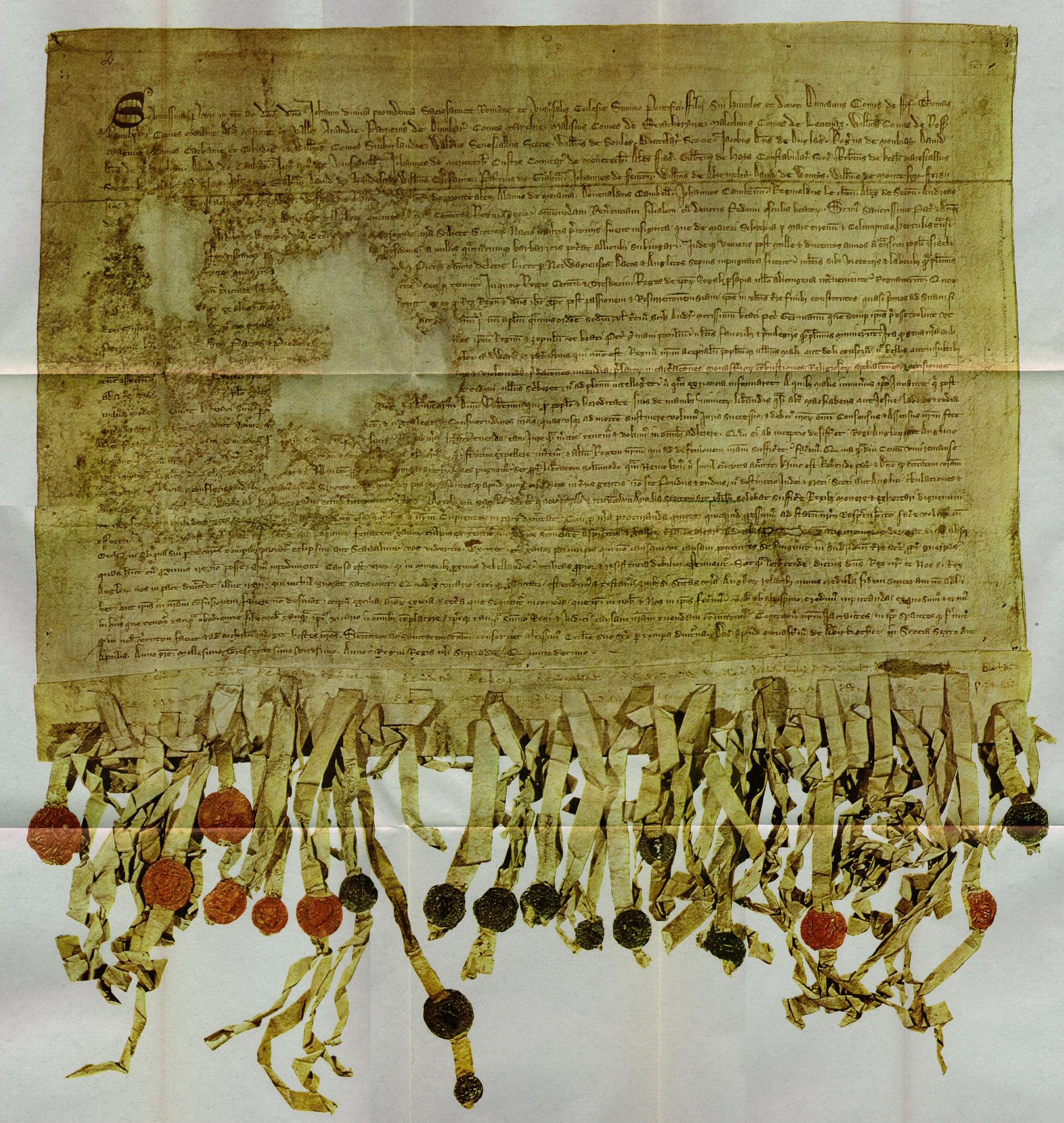
Declaració de la independència escocesa de l'any 1320

La independència pot ser l'estatus inicial d'una nació emergent, potser omplint un buit polític, però sovint constitueix l'emancipació d'alguns que dominen el poder.
Existeixen moltes causes per les quals un país o territori desitja atènyer la independència. Generalment es tracta de nacions sense Estat que veuen en la independència l'única via segura per a garantir l'existència i la normalitat de la llengua i cultura nacionals, així com la manera d'atènyer el ple autogovern com a expressió democràtica d'una societat madura.
La desil·lusió creixent pot ser un detonant important per als moviments independentistes; sovint les dificultats econòmiques greus provoquen reaccions independentistes en alguns territoris.

## Mitjans d'independització

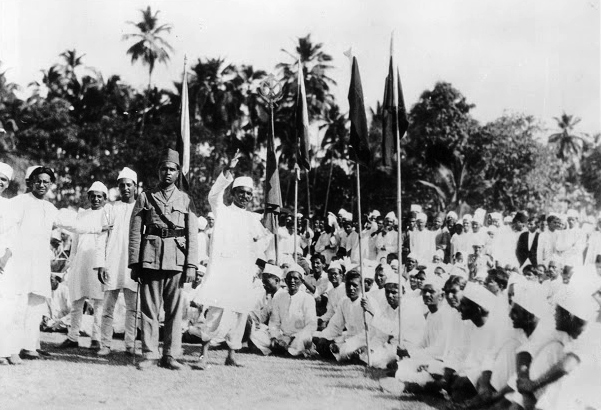
Manifestació independentista a l'Índia

Els mitjans per a assolir la independència poden ser molt diversos i depenen de la relació de forces entre moviment independentista i Estat constituït, així com de l'actitud d'aquest, etc., i poden anar de les mobilitzacions pacífiques, com en el cas de l'Índia, fins als mitjans parlamentaris, com a Noruega, així com derivar en guerra civil, com a Iugoslàvia, o en guerra d'alliberament nacional, com a Algèria. Hom considera que el poble que s'alça en lluita per la independència i es dota d'òrgans de poder propi esdevé subjecte del dret internacional.
La independència es pot obtenir per descolonització, per la separació o per dissolució. El primer cas és el de les colònies que s'independitzen; el segon, el d'aquells territoris que neixen com a estat independent tot desvinculant-se de l'estat o estats de què formaven part prèviament; el tercer es dona quan un estat es dissol i dona pas a diversos estats formats amb el territori de què es componia.

## Processos d'independència

Estats que reconeixen oficialment la independència de Kosovo
Altres estats

Usualment, un territori que vol atènyer la independència envers la potència dominant la proclama mitjançant una declaració d'independència. Els primers precedents els trobem a Escòcia, en la Declaració d'Arbroath, i l'exemple més recent és la declaració d'independència de Kosovo. Un altre exemple és la Declaració Americana d'Independència proclamada el 1776. La declaració d'independència pot anar precedida o seguida de referèndum d'independència.
El procés d'independència es pot produir en forma revolucionària, però no s'ha de confondre amb la revolució, que normalment es fa a través del derrocament sobtat o violent d'una autoritat governant. Això a vegades només té per objecte distribuir el poder, amb un element d'emancipació o sense, com en la democratització dins un estat, que pot produir-se restant les fronteres inalterades. La Revolució d'Octubre de 1917 a l'Imperi Rus, per exemple, no es feu pas amb l'objectiu d'atènyer la independència nacional; la revolució dels Estats Units, en la Guerra Revolucionària, sí.
La data en què un col·lectiu, tant social com nacional, assoleix la independència (o, en menor grau, el començament d'una revolució) sol ser celebrat com a festa oficial amb noms com diada de la independència.
Davant la proclamació d'un nou Estat independent, els altres estats poden optar pel reconeixement diplomàtic, explícit o implícit, o bé pel no reconeixement. El reconeixement internacional és políticament vital per als estats naixents, tot i que la mera constitució en Estat independent ja converteix en subjecte del dret internacional.

## Altres opcions: tipus de dependències polítiques

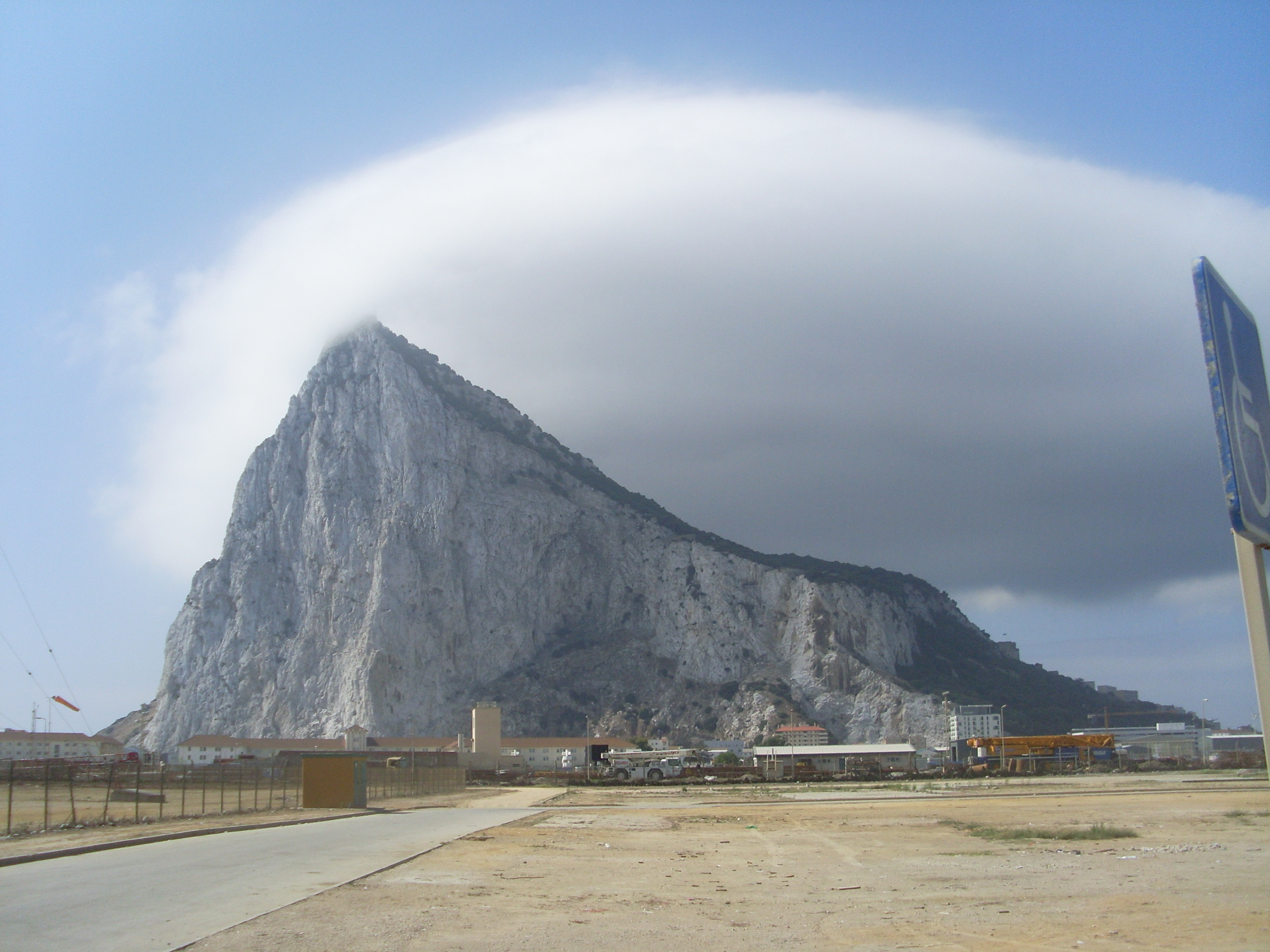
Gibraltar és un territori dependent del Regne Unit

L'autonomia, per contrast amb la independència, és l'autogovern limitat d'un territori al si d'un Estat (sense constituir entitat jurídica separada) i sota la supervisió de les autoritats supremes d'aquest Estat, el qual conserva en darrera instància l'autoritat suprema i la sobirania sobre aquest territori (vegeu la descentralització).
Un protectorat és un territori amb un cert grau d'autogovern, que depèn d'un Estat per a la seva protecció i, per tant, no és independent, sense que tampoc sigui part integrant de l'estat que exerceix el protectorat.